# Handbal in België
In België wordt handbal gespeeld in competitie. In Vlaanderen wordt de handbalsport beheerd door de Vlaamse Handbalvereniging (VHV), in Wallonië door de Ligue Francophone de Handball (LFH). Samen vormen zij de Koninklijke Belgische Handbalbond (KBHB). De Koninklijke Belgische Handbalbond is verantwoordelijk voor de nationale reeksen. De twee liga's zijn verantwoordelijk voor de Liga- en Regio-reeksen. De provinciale comités zijn verantwoordelijk voor de provinciale en jeugdcompetitie. De bonden organiseren zowel competities voor mannen als vrouwen.

## Geschiedenis
Luikenaar Jules Devlieger ontdekte de handbalsport op de open olympiade in Praag in 1921 en introduceerde de sport in België. Vooral in Luik kende de sport succes. In 1958 werd de Belgische Handbalbond opgericht. Ook in Vlaanderen, meer bepaald in Antwerpen, steeg immers de interesse. De eerste competities werden ingericht. Tot de jaren 70 werd de sport in België vooral door Luikse ploegen gedomineerd, maar vanaf toen kenden ook Vlaamse ploegen succes. Omwille van de regionalisering en bijhorende subsidiemogelijkheden werd de nationale bond opgesplitst in 1977 in een Vlaamse en een Waalse tak.
De Nationale Handbalploeg kende twee hoogtepunten tot nu toe. In 1982 organiseerde België het C-WK waarop het tweede werd en promoveerde naar de B-groep. Handbal stond toen een hele tijd in het centrum van de sportverslaggeving.
In 1995 versloeg België regerend wereldkampioen Frankrijk in Bressoux bij Luik. De Belgische ploeg stond toen onder leiding van Jos Schouterden en speelde een sterke campagne, met onder meer spraakmakende overwinningen tegen Noorwegen en Wit-Rusland.
Sinds 2005 beheert de Vlaamse Handbalvereniging alleen de nationale herenploeg, omdat men er aan Waalse kant geen geld meer voor wil/kan vrijmaken.
In 2011 werd handbal door BLOSO uitgekozen als Sporttak in de Kijker voor Vlaanderen.

## Competitiestructuur
Vanaf het seizoen 2006/07 onderging de handbalcompetitie op Vlaams niveau een grondige wijziging.
De nationale reeksen (Ereklasse, Eerste en Tweede Nationale) bleven ongewijzigd maar de op VHV-niveau georganiseerde 1e en 2e landelijke reeks en de provinciale reeksen werden omgevormd tot een Liga-reeks en een Regio-reeks.
Als hoogste reeks op Vlaams niveau werd een Liga-reeks ingesteld. Bij de Heren bestaat deze reeks uit 2 poules die op geografische basis worden ingedeeld: een Liga Oost en een Liga West, elk bestaande uit 8 teams. In de Liga Oost spelen de 8 meest oostelijk gelegen teams, in de Liga West de 8 meest westelijk gelegen teams in Vlaanderen. Deze geografische indeling is in handen van het Kampioenschapscomité van de VHV. Na de poulefase volgt er enerzijds een play-off met de vier beste ploegen uit elke poule en anderzijds een play-down met de vier laagst gerangschikte ploegen uit elke poule. De best gerangschikte ploeg na de play-offs is de kampioen van de Liga-reeks en stijgt naar 2e nationale. De 2e gerangschikte ploeg neemt deel aan de barrages van 2e nationale om zo eventueel ook te promoveren.
Bij de Dames is er één enkele Liga-reeks waarbij een competitie over een heel seizoen wordt gespeeld om de kampioen aan te duiden. Deze kampioen stijgt naar 1e nationale. De nummers 9 en 10 uit de Liga-reeks degraderen naar hun respectieve Provinciale afdeling.
Op het Regioniveau zijn er een onbeperkt aantal Regio-reeksen. Deze bestaan uit R-ploegen (Recreatie) en P-ploegen (Prestatie). Het verschil tussen de P-ploegen en R-ploegen bestaat erin dat R-ploegen niet kunnen promoveren.
De Regio-reeksen worden door het Kampioenschapscomité van de VHV zo ingedeeld dat iedereen binnen een zo beperkt mogelijke perimeter een zo volwaardig mogelijke competitie kan hebben. Indien nodig kan een Regio-reeks bestaan uit 2 poules. In dat geval spelen de poules naar analogie met de Liga-reeksen een Play-Off, om de kampioen te bepalen. Bij de Dames vallen de Regio-reeksen volledig onder het beheer van het Provinciaal Comité.
Vanaf het seizoen 2015/16 onderging de handbalcompetitie voor heren op Vlaams niveau een 2e grondige wijziging.
Op Vlaams niveau werden 3 herenreeksen gevormd. De hoogste reeks op Vlaams niveau werd de Liga 1-reeks. Het 2e Vlaamse niveau werd Liga 2 en de laagste Vlaamse niveau Liga 3. 
| Heren       | Dames       |      |
| ----------- | ----------- | ---- |
| 1 nationale | 1 nationale | KBHB |
| 2 nationale | 2 nationale | KBHB |
| Liga 1      | Liga 1      | VHV  |
| Liga 2      | Liga 2      | VHV  |
| Liga 3      | Liga 3      | VHV  |
| Regio       | Regio       | PC   |
| Jeugd       | Jeugd       | PC   |

## Landskampioenschap

### Heren
- 2023/2024: Sporting Pelt
- 2022/23: Sezoens Achilles Bocholt
- 2021/22: HC Visé BM
- 2021/21: (geen - covid-19)
- 2019/20: (geen - covid-19)
- 2018/19: Achilles Bocholt
- 2017/18: Achilles Bocholt
- 2016/17: Achilles Bocholt
- 2015/16: Achilles Bocholt
- 2014/15: HC Tongeren
- 2013/14: Initia Hasselt
- 2012/13: Initia Hasselt
- 2011/12: HC Tongeren
- 2010/11: Initia Hasselt
- 2009/10: HC Tongeren
- 2008/09: HC Tongeren
- 2007/08: KV Sasja HC
- 2006/07: KV Sasja HC
- 2005/06: KV Sasja HC
- 2004/05: HC Tongeren
- 2003/04: Sporting Neerpelt
- 2002/03: HC Tongeren
- 2001/02: HC Eynatten
- 2000/01: HC Eynatten
- 1999/00: HC Eynatten
- 1998/99: Initia Hasselt
- 1997/98: Initia Hasselt
- 1996/97: Initia Hasselt
- 1995/96: Initia Hasselt
- 1994/95: Initia Hasselt
- 1993/94: Initia Hasselt
- 1992/93: Initia Hasselt
- 1991/92: Olse Merksem HC
- 1990/91: HC Inter Herstal
- 1989/90: Sporting Neerpelt
- 1988/89: Sporting Neerpelt
- 1987/88: Sporting Neerpelt
- 1986/87: Sporting Neerpelt
- 1985/86: Initia Hasselt
- 1984/85: Initia Hasselt
- 1983/84: Initia Hasselt
- 1982/83: Sporting Neerpelt
- 1981/82: Sporting Neerpelt
- 1980/81: Sporting Neerpelt
- 1979/80: Sporting Neerpelt
- 1978/79: Klub Mechelen Handbal
- 1977/78: Sporting Neerpelt
- 1976/77: Progrès HC Seraing
- 1975/76: ROC Flémalle
- 1974/75: KV Sasja HC
- 1973/74: KV Sasja HC
- 1972/73: SK Avanti Lebbeke
- 1971/72: SK Avanti Lebbeke
- 1970/71: HC Inter Herstal
- 1969/70: ROC Flémalle
- 1968/69: ROC Flémalle
- 1967/68: KV Sasja HC
- 1966/67: Progrès HC Seraing
- 1965/66: CH Schaerbeek Brussel
- 1964/65: ROC Flémalle
- 1963/64: ROC Flémalle
- 1962/63: ROC Flémalle
- 1961/62: ROC Flémalle
- 1960/61: ROC Flémalle
- 1959/60: ROC Flémalle
- 1958/59: ROC Flémalle
- 1957/58: ROC Flémalle